# Alexei Bell
Alexei Bell (2 de outubro de 1983) é um jogador de beisebol cubano.

## Carreira
Alexei Bell conquistou uma medalha de prata nos Jogos Olímpicos de 2008.